# LG Gx
LG Gx è uno smartphone Android sviluppato da LG Electronics. Funge da aggiornamento dell'LG Optimus G Pro, con software aggiornato e design del nuovo top di gamma l'LG G2. Oltre a questo, lo smartphone è esattamente come LG Optimus G Pro con caratteristiche che includono la connettività LTE e un IR blaster, che ne consente l'utilizzo come telecomando TV.
Lo smartphone è stato messo in commercio solo in Corea su LG U+. LG non ha riferito se il dispositivo verrà distribuito sul mercato internazionale.